# Llangennith, Llanmadoc and Cheriton
Llangennith, Llanmadoc and Cheriton är en community i Storbritannien.   Den ligger i kommunen Swansea och riksdelen Wales, i den södra delen av landet, 290 km väster om huvudstaden London.
Communityn utgör det nordvästra delen av Gowerhalvön och består av byarna Llangennith, Llanmadoc och Cheriton samt omgivande landsbygd.